# قائمة الأطباق البرازيلية

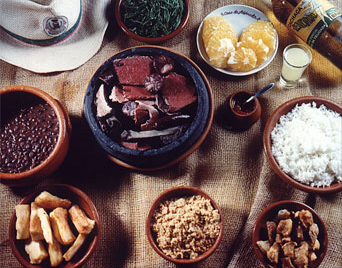
طبق فيجوادا محضَّر على الطريقة البرازيلية مع الأطباق الشائعة التي تُؤكل معه.

هذه قائمة الأطباق الموجودة في المطبخ البرازيلي. تطور المطبخ البرازيلي من تأثيرات السكان الأصليين والتأثيرات الأوروبية والأفريقية. يختلف المطبخ البرازيلي كثيرًا من منطقة إلى منطقة أخرى، وينعكس إدماج الشعوب الأصلية مع الشعوب المهاجرة في البلاد، في حجمه القاري كذلك. يتسم المطبخ البرازيلي بالحفاظ على الاختلافات الإقليمية.  تعد البرازيل أكبر دولة في أميركا الجنوبية ومنطقة أميركا اللاتينية، وهي خامس أكبر دولة في العالم، حسب المساحة وعدد السكان على حد السواء، بما يفوق عدد سكانها 202 مليون نسمة.

## المقبلات
| اسم                                    | صورة | وصف |
| -------------------------------------- | ---- | --- |
| Abará أبارا                            |      | يُستخدم في عمل طبق أبارا نفس العجينة المصنوعة من اللوبيا ذات العين السوداء كما في طبق الأكاراجا والفرق الوحيد بين هذين الطبقين هو أن الأبارا تُطهى بالبخار أمَّا الأكاراجا فتُقلى. |
| Aberém أباراي                          |      | طبق تقليدي من باهيا، أباراي كعكة ذات أصول أفريقية-برازيلية مصنوعة من الذرة أو الأرز المطحن حجريا |
| Acarajé أكاراجي                        |      | مصنوع بعجينة من اللوبيا ذات العين السوداء. هو مقلي في زيت النخيل ويوجد في المطبخين البرازيلي والنيجيري. يوجد في ولاية باهيا في شمال شرق البرازيل خصيصا في مدنية سالفادور كنوع من طعام الشارع. |
| Acaçá أكاسا                            |      | حساء الشعير من حليب جوز الهند ودقيق الأرز على البخار |
| Arabu أرابو                            |      | طبق برازيلي تقليدي يتكون من بيض سلحفاة النيء أو شبه النيء مرافقة بدقيق الكاسافا والقليل من الملح |
| Arrumadinho أهومادجينيو                |      | متكون من قطع البفرة أو لحم مقدد وفاروفا وفيناگراتشي وفاصوليا خضراء والقليل من السمن |
| Bauru باورو                            |      | شطيرة برازيلية. تتطلب الطريقة التقليدية جبنة مذوبة (عادة موتزاريلا) في ماء مالح وشرائح لحم بقري مشوي وطماطم وقثاء مخلل في فطيرة فرنسية خالية (من الجزء الناعم في الداخل). |
| Beijinho بيجينيو (قَبلة)                |      | حلوى القبلة ( أي "أبيض صغير" في ريو غراندي دو سول) هو حلوى تقليدي لحفلات ميلاد مصنوع من الحليب المكثف وجوز الهند المبشور ومسحوق الحليب. هو النسخة ذات جوز الهند من البريغاديرو. يمكن أن يغطى بالسكر المبلور أو جوز الهند المبشور وتوضع قرنفلة واحدة فوق كل كرة. |
| Bolacha sete-capas بولاشا سيتتشي-كاباس |      | يتألف هذا الطبق البرازيلي من سبعة طبقات رقيقة من العجين المكون من دقيق القمح، وحليب جوز الهند، والزبدة أو المارغرين والزيت النباتي المهدرج. |
| Bolinho بولينو                         |      | ومن أنواعها بولينو دي باكالاو، وبولينو دي شوف، وبولينو كايبيرا، وكرات الجبن، وكعكة الطالب، وكعكة مانيوكه. |
| بريغاديرو Brigadeiro                   |      | بريگاديرو هو بونبون شوكولاتة برازيلي بسيط يقدَّم في أعياد ميلاد ومناسبات أخرى وكحلوة بعد تناول الوجبات. يتكون من الحليب المكثف المحلى والزبدة ومسحوق الكاكاو ورشات الشوكولاتة |
| Broa بروا                              |      | نوع من أنواع خبز الذّرة يصنع تقليدياً في كل من البرتغال وغاليسيا وأيضاً في البرازيل حيث يقدّم تقليدياً مضافاً إليه الشمرة. |
| Cabeça de galo كابيسا دجيغالو          |      | ترجع أصول هذا الطبق إلى شمال شرقيّ البرازيل وتحديداً ولايتيّ بيرنامبوكو وبارايبا، ويتألف من مرق دقيق الكاسافا والبيض والبهارات (ولا سيما الفُلفُل) وقد تُضاف إليه مكونات أخرى مثل الطماطم والبصل. |
| كابيديلا Cabidela                      |      | يُحضّر هذا الطبق من لحم الدجاج أو الأرانب حيث يعلّق لحم الدجاج أو الأرنب رأساً على عقب بعد ذبحه حتى يتجمع الدم منها. ومن ثم يطهى الأرز مع اللحم ودماء الحيوان ليضفي على الطبق لوناً بنياً مائلاً للرمادي. |
| كاتوپيري (Catupirí)                    |      | من أكثر علامات الهاكايجاو "requeijão" (جبن أبيض) في البرازيل. طوَّره المهاجر الإيطالي ماريو سلڤاستريني في ولاية ميناس جرايس عام 1911. |
| Chana                                  |      | حمص |
| كوشينيا                                |      | أكلة شهيرة تتكون من لحم دجاج مقطع أو ممزق، مغطى بالعجين والخليط ومشكل في شكل ساقي دجاج مقلي. |
| بفرة مقلية                             |      | تعد البفرة المقلية بديلا ذا شعبية في كل من البرازيل وفنزويلا وكولومبيا ودول أميركا الوسطى بما فيها باناما. يُقدّم عادة مع الجعة في الحانات. |
| فاروفا Farofa                          |      | خليط من دقيق الكاسافا المحمّص. يحظى هذا الطبق بشعبية كبيرة في البرازيل بصورة خاصة ولذلك يدخل في الوصفات الشائعة تحميص دقيق الكاسافا مع الزبدة والملح والبيكون حتى يصبح لونها مائلاً للبني الذهبي ومن ثم يُضاف إلى المزيج مكونات عدة أخرى. يعدّ طبق الفاروفا من الأطباق الرئيسية المصاحبة للفيجوادا، ومن الأنواع له هنالك farofa d'água, farofa de içá and farofa de tanajura.                    |
| ميستو Misto                            |      | هذا الطبق عبارة عن شطيرة من الهام والجبنة المُعدّة في خبز مقطّع لشرائح يمكن إضافة الزبدة لها. ويمكن إعداداها مضغوطة ساخنة أو عادية. |
| پاسوكا Paçoca                          |      | هو ذات الاسم الذي يحمله نوعان مختلفان من الطعام البرازيلي. في شمال شرقيّ البرازيل ولا سيما في مدينة فورتاليزا بولاية سيارا وفي ولاية ريو غراندي دو نورتي. «پاسوكا» هو اسم طبق يُحضّر من لحم البقر المجفف ودقيق الكاسافا والبصل الأحمر تُسحق جميعها في وعاء (جُرْنُ). أمَّا في مناطق أخرى من البرازيل فالپاسوكا هو عبارة عن حلوى سكرية تصنع من الفول السوداني المطحون والمضغوط مع السكر.               |
| پامونيا Pamonha                        |      | طبق برازيلي تقليدي يحضّر عبر وضع معجون من الذرة الطازجة والحليب ملفوفاً بقشور الذرة على النار حتى يغلي حتى يصبح زلابية. وهنالك عدة أنواع لهذا الطبق ومنها «pamonha de milho» و«pamonha de carimã»، كما يدخل في تحضير بعض الأنواع حليب جوز الهند. |
| باو دجي كايجو Pão de queijo            |      | خبز صغير عجينه مصنوع من دقيق البفرة وفيه الجبن. قشرته مقرمشة بينما داخليته ناعمة ومطاطية. هو شهية شهيرة في البرازيل وخصيصا ميناز جرايز. |
| پاستيل Pastel                          |      | In Brazil, pastel is a typical fast-food Brazilian dish, consisting of thin pastry envelopes wrapped around assorted fillings, then deep fried in vegetable oil. The result is a crispy, brownish pastry. The most common fillings are ground meat, mozzarella, heart of palm, catupiry cream cheese, chicken and small shrimp. Variants include pastel de angu.                             |
| قدم الشمكار Pé-de-moleque              |      | Peanut brittle is a traditional candy made of mixing roasted, peeled or macerated peanuts with melted brown sugar, jaggery, molasses or rapadura. |
| Queijo de coalho                       |      | نوع من أنواع الجبنة القاسية والخفيفة تنتشر في شمال شرقيّ البرازيل والتي تتميز بقوامها الحاد إلى حدٍ كبير عند تناولها، وهي من الوجبات الشعبية على التي يتناولها الناس على الشواطئ في البرازيل where walking vendors brown rectangular slabs of it in hand-held charcoal ovens. |
| Queijo Minas كيجو ميناس                |      | نوع من أنواع الجبن يصنع تقليدياً بولاية ميناس جرايس البرازيلية، وله ثلاثة أصناف أساسية وهي: "الصنف الطازج" (frescal)، وصنف "الناضج قليلاً" (meia-cura)، وصنف "الناضج" (curado). كما تم مؤخراً تطوير صنف رابع تحت اسم "الجبن القياسي" (queijo padrão)، ويمكن شرائه من أي متجر بقالة أو سوبرماركت في البرازيل.                                                                                    |
| Quibebe كيبيبي                         |      | حساء قرع شتويّ يعود أصله إلى شمال شرقيّ البرازيل. |
| Rabanada رابانادا                      |      | نوع حلو المزاق من خبز التوست الفرنسي مغطى بالسكر ويرش عليه القرفة. عادةً ما يُحضّر خلال عيد الميلاد. |
| Requeijão الهاكايجاو                   |      | من مشتقات الحليب يشبه الجبن القشديّ ويصنع في البرتغال والبرازيل. وهو عبارة عن جبنة دهن تشبه جبنة الريكوتا في اللون والمذاق ولكن تركيبها أكثر قشدية. |
| Rissole كرات محمَّرة                     |      | غالباً ما يتم حشي الكرات المحمَّرة في البرازيل بالذرة الحلوة والجبن والدجاج أو الجمبري. انظر إلى سالغادو في الأسفل. |
| Salgado سالغادو                        |      | هو اسم يطلق على أنواع عديدة من الأطعمة ذات الأشكال الأصبعية التي قد تكون صغيرة (للحفلات مثلاً) أو أكبر حجماً (للمخابز حيث تُباع كوجبات خفيفة وقد تحل محل الوجبات) عادةً ما تتكون من العجين ملفوفة حول لحم مفروم الذي قد يكون من الدجاج أو الهام كما قد يضاف إليها الجبن. |
| Tapioca تابيوكا                        |      | نشا مستخلص من الكاسافا. هذا النوع ينمو بالأصل في شمال شرقيّ البرازيل ولكنه ينتشر أيضاً في جميع أنحاء قارة أمريكا الجنوبية. كما قام المستكشفون البرتغاليون والإسبان بنشر هذه النبات إلى معظم أنحاء جزر الهند الغربية وأفريقيا وآسيا بما في ذلك الفلبين وتايوان حيث أصبحت تُزرع الآن في جميع أنحاء العالم. وتُعرف الكاسافا بالبرازيل باسم "مانديوك"، فيما يُعرف النشا المستخلص منها باسم "تابيوكا". |
| Tareco تاريكو                          |      | بسكويت قاسي مصنوع من دقيق القمح والبيض والسكر على شكل أقراص تُوضع في الفرن. |
| Torresmo توهاسمو                       |      | قشور لحم خنزير مقرمشة. (انظر أيضاً: شيشارون). |

## الأطباق الجانبية
| اسم                  | صورة | وصف |
| -------------------- | ---- | --- |
| Angu آنغو            |      | طبق جانبي يتكون بشكل رئيسي من دقيق الذرة المطبوخ والماء. ويستعمل المرق أحياناً. |
| Biscoito de polvilho |      | Savoury snack made of manioc flour. They have a crispy, aerated texture with a salty and slightly sour flavour. Usually shaped as either rings or sticks. Typically found in large packets at fuel stations. |
| فاصوليا خضراء        |      | تستعمل أنواع محددة غير ناضجة من الفاصولياء الشائعة كطبق جانبي مع الطعام. |

## الأطباق الرئيسية
| اسم                                | صورة | وصف |
| ---------------------------------- | ---- | --- |
| بايو دي دويس Baião de Dois         |      | طبق برازيلي ترجع أصوله إلى ولاية سيارا. يُحضّر من الأرز والفاصولياء ومكونات أخرى، يُقدّم تقليدياً مع المأكولات البحرية أو البيلتونغ (اللحم المجفف). |
| بوبو دجي كمارو                     |      | طبق برازيلي يُحضّر من الروبيان في هَرِيس من وجبة الكاسافا وحليب جوز الهند ومكونات أخرى. ويُنكَّه بزيت النخيل (الذي يدعى «dendê» بالبرتغالية البرازيلية) على غرار العديد من الأطباق المشابهة، ويُقدّم تقليديًا مع الأرز الأبيض، ولكن يمكن تقديمه أيضًا كطبق جانبي لوحده. |
| كالديراد Caldeirada                |      | حساء سمك برتغالي يتألف من مجموعة متنوعة من السمك والبطاطس بالإضافة إلى مكونات أخرى، ومن أنواعها «كالديراد دجي كمارو» بالإضافة إلى «كالديراد دجي بيشي». يوصف هذا الطبق في البرازيل بأنه عبارة عن تشاودر مُعد من السمك النهري والكزبرة وبنكهته الأروماتيّة الخاصة. |
| كارنيه دي سول Carne-de-sol         |      | يعني اسم الطبق باللغة البرتغالية «اللحم المجفف بالشمس»، أمَّا ترجمة اسمه حرفياً فهي تعني «لحم الشمس») كما يدعى طبق مماثل ينتشر في شمال شرق البرازيل باسم جابا. يتم إعداد هذا الطبق من لحم بقر مُملَّح بشدّة يُجفف تحت أشعة الشمس لمدة يوم أو يومين. |
| كارورو Caruru                      |      | يُحضَّر هذا الطبق من البامية والبصل والروبيان وزيت النخيل والمكسرات المحمصة (الفول السوداني و/أو الكاجو). وهو من أنواع التوابل النمطية في ولاية باهيا شمال شرقيّ البلاد. |
| شوريسو دوسي Chouriço doce          |      | نوع محلي من النقانق يُحضَّر من دماء لحم الخنزير والسكر البني أو العسل والكاجو والتوابل. |
| شوهاسكو Churrasco                  |      | في البرازيل، شوهاسكو كلمة تشير إلى الشواة (على غرار "الأسادو" الأرجنتيني والأوروغواي والباراغواي والشيلي). يستعمل مختلف أنواع اللحم بما في ذلك لحم الخنزير والسجق والدجاج وكله قد يشوي على "شوهاسكيرا" أي مشواة خاصة بالشوهاسكو وعامة ما تتسع رماح أو أسياخ الشوي (مماثلة لتلك التي تستعمل مع الكباب) والشوهاسكاريا هي مطعم يقدم فيه اللحوم المشوية، والخدمة في الكثير من هذه المطاعم هي كل ما يمكن للزبون تناوله. يأتي النادل بسيخ من اللحم ويقطِّع شريحة ويضعها على صحن الزبون. |
| أروز دو كوكو Arroz de coco         |      | طبق يُحضَّر عبر نقع الرز الأبيض في حليب جوز الهند أو طهيه مع رقائق من ثمار جوز الهند. |
| كسكس Cuscuz                        |      | يُحضَّر الكسكس التقليدي في البرازيل من دقيق الذرة. |
| فيجوادا Feijoada                   |      | الفيجوادا هي تسمية عامة تطلق على أطباق مطابخ الدول الناطقة باللغة البرتغالية مثل البرتغال والرأس الأخضر والبرازيل وغوا وأنغولا وموزمبيق وماكاو. الفيجوادا هي طبق يتكون من حساء الفاصولياء، عامة باللحم وغالبا ما تتناول مع الأرز. هي طبق أصوله تعود إلى شمال البرتغال، وتعد اليوم من أكثر الأطباق تمثيلاً للمطبخ البرازيلي. |
| غالينادا Galinhada                 |      | يخنة أرز تُحضَّر من لحم الدجاج وهو من الأطباق البرازيلية الشائعة في ولاية غوياس. |
| مانيسوبا Maniçoba                  |      | طبق برازيلي خاص بالاحتفالات ينتشر بصورة خاصة في منطقة الأمازون وترجع أصوله إلى السكان الأصليين. يُحضَّر من أوراق نبات الكاسافا ولحم الخنزير المملح واللحم المجفف والمكونات المدخنة مثل البيكون أو النقانق. |
| موكوتو Mocotó                      |      | يُحضَّر هذا الطبق من أقدام لحم البقر، التي تعد كيخنة مع الفاصولياء والخضراوات. اسم هذا الطبق بالبرتغالية مشتق من كلمة «mbokotó» باللغة التوبية. |
| موكاكا                             |      | حساء ثخين القوام من الفواكه البحرية في نوعين فرعيين: «موكاكا بايانا» Moqueca baiana من ولاية باهيا و«موكاكا كاپيشابا» Moqueca capixaba من ولاية إسبيريتو سانتو. |
| باتو نو توكوبي Pato no tucupi      |      | طبق برازيلي تقليدي ينتشر غالبًا في المنطقة المحيطة بمدينة بليم في ولاية بارا. يتألف هذا الطبق من لحم البط المغلي في صلصة التوكوبي. |
| بيراكوري Piracuí                   |      | يُعرف هذا الطبق تقليديًا في منطقة الأمازون باسم «farinha de peixe» (وتعني "لحم السمك") ويحضَّر تقليديًا من لحم السمك المجفف وسمك القاع والمعروف باسم «bodó». |
| Arroz e feijão (الأرز والفاصولياء) |      | تختلف التفضيلات باختلاف المنطقة. تحظى الفاصولياء السوداء بشعبية كبيرة في ريو دي جانيرو وريو غراندي دو سول وسانتا كاتارينا، في حين تقدَّم مع الفيجوادا في معظم مناطق البلاد الأخرى. |
| Sarapatel                          |      | A dish of Portuguese origin now commonly cooked in the coastal Konkan region of India, primarily Goa and Mangalore (by Goan Catholics), and in northeastern Brazil. Ingredients include meat and offal, which varies depending on region from pork to lamb and even beef. |
| Sopa de mondongo                   |      | From Latin America and the Caribbean, this is a soup made from diced tripe (the stomach of a cow) slow-cooked with vegetables such as bell peppers, onions, carrots, cabbage, celery, tomatoes, cilantro, garlic or root vegetables. |
| Tacacá                             |      | A soup common to North Brazil, particularly the states of Acre, Amazonas, Rondônia and Pará. It is made with jambu (a native variety of paracress), and tucupi (a broth made with wild manioc), as well as dried shrimps and small yellow peppers. |
| Tucupi                             |      | A yellow sauce extracted from wild manioc root in Brazil's Amazon jungle. It is also produced as by-product of manioc flour manufacture. The juice is toxic when raw (containing hydrocyanic acid). |
| فاتابا Vatapá                      |      | يُحضَّر هذا الطبق من الخبز والروبيان وحليب جوز الهند والفول السوداني المطحون طحناً ناعماً وزيت النخيل التي تُهرس معاً حتى تصبح عجينة ذات قوام قشديّ. يحظى هذا الطبق بشعبية كبيرة وواسعة في كل من المنطقتين الشمالية والشمالية الشرقية، إلَّا أن انتشاره يعدّ أكثر نمطية في ولاية باهيا الشماليَّة الشرقيَّة حيث يشيعُ تناوله إلى جانبِ طبق الأكاراجي. |

## المشروبات
| اسم        | صورة | وصف |
| ---------- | ---- | --- |
| كاشاسا     |      | كاشاسا هو مشروب روحي مقطر يصنع من عصير قصب السكر. وهو أكثر المشروبات الكحولية المقطرة شعبيةً في البرازيل. يستعمل كاشاسا خارج البرازيل على وجه الحصر تقريبا كمكون في المشروبات الاستوائية (كوكتيلات مع كاشاسا)، مع بقاء كايبيرينيا أكثر كوكتيل شهرةً. |
| كايبيرينيا |      | مشروب كحولي مصنوع من الكاشاسا والليم والسكر والثلج |